# Los Tojos
Los Tojos is een gemeente in de Spaanse provincie en regio Cantabrië met een oppervlakte van 89,50 km². Los Tojos telt 399 inwoners (1 januari 2016).

## Demografische ontwikkeling
Bron: INE, 1857-2011: volkstellingen